# Olsztynek (gemeente)

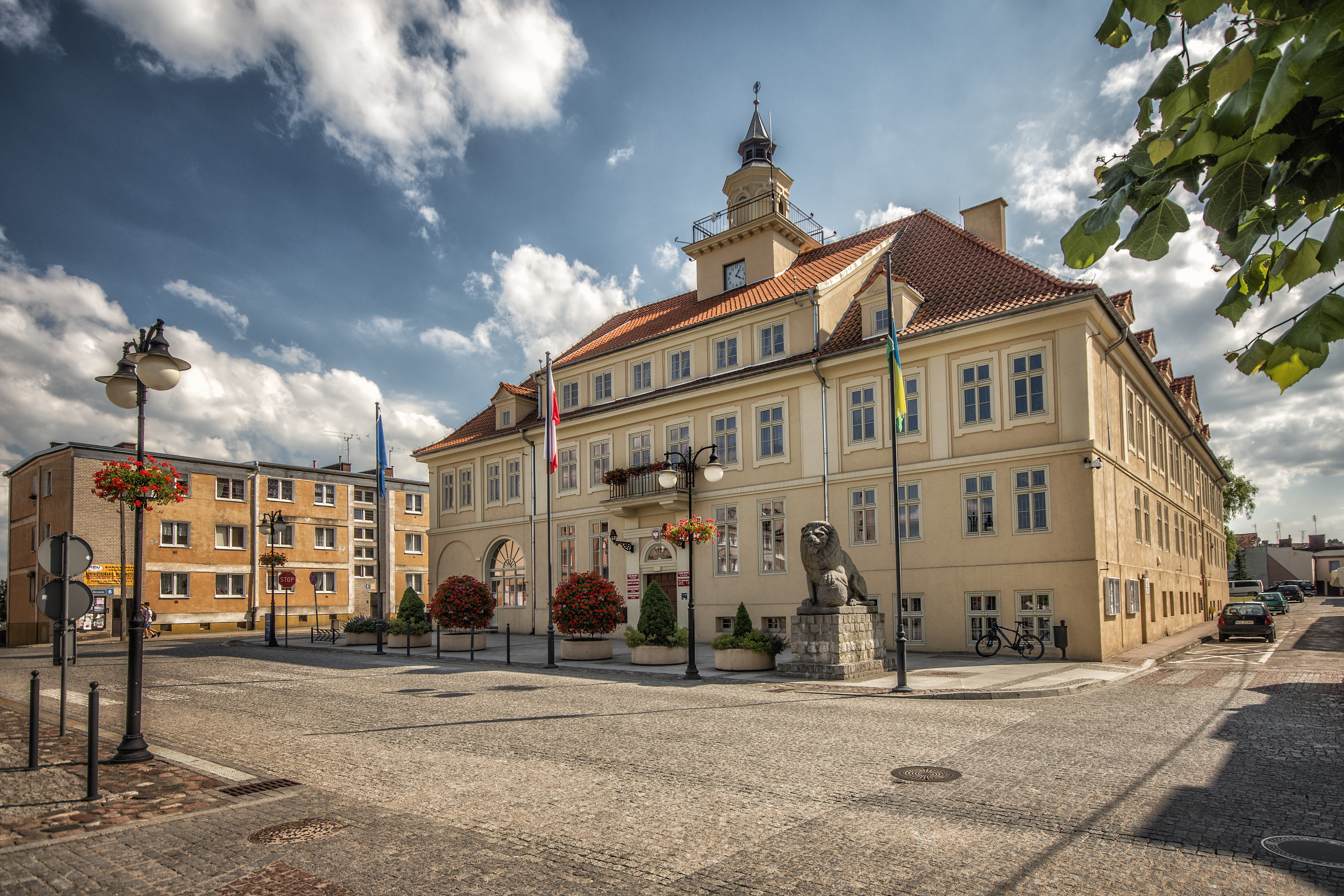
Gemeentehuis

De gemeente Olsztynek is een stad- en landgemeente in het Poolse woiwodschap Ermland-Mazurië, in powiat Olsztyński.
De zetel van de gemeente is in Olsztynek.
Op 30 juni 2004 telde de gemeente 13 717 inwoners.

## Oppervlakte gegevens
In 2002 bedroeg de totale oppervlakte van gemeente Olsztynek 372,03 km², waarvan:
- agrarisch gebied: 35%
- bossen: 52%

De gemeente beslaat 13,1% van de totale oppervlakte van de powiat.

## Demografie
Stand op 30 juni 2004:
| Omschrijving                   | Totaal | Totaal | Vrouwen | Vrouwen | Mannen | Mannen |
| ------------------------------ | ------ | ------ | ------- | ------- | ------ | ------ |
| eenheid                        | aantal | %      | aantal  | %       | aantal | %      |
| inwoners                       | 13 717 | 100    | 6990    | 51      | 6727   | 49     |
| bevolkingsdichtheid (inw./km²) | 36,9   | 36,9   | 18,8    | 18,8    | 18,1   | 18,1   |

In 2002 bedroeg het gemiddelde inkomen per inwoner 1561,47 zł.

## Plaatsen
Ameryka, Czerwona Woda, Dąb, Drwęck, Elgnówko, Gaj, Gąsiorowo Olsztyneckie, Gębiny, Jemiołowo, Królikowo, Kunki, Kurki, Lichtajny, Lipowo Kurkowskie, Lutek, Łęciny, Łutynowo, Łutynówko, Makruty, Mańki, Maróz, Marózek, Mierki, Mycyny, Nadrowo, Nowa Wieś Ostródzka, Orzechowo, Pawłowo, Platyny, Rybaczówka, Samagowo, Selwa, Sitno, Sudwa, Swaderki, Świerkocin, Świętajny, Tolejny, Tomaszyn, Waplewo, Warlity Małe, Wigwałd, Wilkowo, Witramowo, Witułty, Zawady, Zezuty, Ząbie.

## Aangrenzende gemeenten
Gietrzwałd, Grunwald, Jedwabno, Kozłowo, Nidzica, Ostróda, Purda, Stawiguda